# Olga Żyzniewa
Olga Andriejewna Żyzniewa (ros. Ольга Андреевна Жизнева, ur. 17 kwietnia?/29 kwietnia 1899 w Petersburgu, zm. 10 listopada 1972 w Moskwie) – radziecka aktorka filmowa i teatralna. Żona reżysera Abrama Rooma.
Pochowana na Cmentarzu Wwiedieńskim w Moskwie.

## Filmografia
- 1925: Krojczy z Torżka (ros. Закройщик из Торжка), reż. Jakow Protazanow
- 1925: Jego wezwanie (ros. Его призыв), reż. Jakow Protazanow
- 1926: Proces o trzy miliony (ros. Процесс о трёх миллионах), reż. Jakow Protazanow
- 1940: Wiatr ze wschodu (ros. Ветер с востока), reż. Abram Room
- 1942: Mordercy wychodzą na drogę (ros. Убийцы выходят на дорогу), reż. Wsiewołod Pudowkin i Jurij Taricz
- 1943: W imię Ojczyzny (ros. Во имя Родины), reż. Wsiewołod Pudowkin
- 1944:  Najazd (ros. Нашествие), reż. Abram Room[2] jako Anna Nikołajewna
- 1953: Admirał Uszakow (ros. Адмирал Ушаков), reż. Michaił Romm
- 1954:  O tym nie wolno zapomnieć (ros. Об этом забывать нельзя), reż. Leonid Łukow[3]
- 1956: Pierwsze porywy (ros. Первые радости), reż. Władimir Basow[4]
- 1956: Egoistka (ros. Разные судьбы), reż. Leonid Łukow
- 1959: Złoty pociąg (ros. Золотой эшелон), reż. Ilja Gurin
- 1961: Dwa życia (ros. Две жизни), reż. Leonid Łukow
- 1964: Bransoleta z granatów (ros. Гранатовый браслет), reż. Abram Room
- 1968: Dożyjemy do poniedziałku (ros. Доживём до понедельника), reż. Stanisław Rostocki
- 1968: Tarcza i miecz (ros. Щит и меч), reż. Władimir Basow
- 1970: Kremlowskie kuranty (ros. Кремлёвские куранты), reż. Wiktor Gieorgijew

## Nagrody i odznaczenia
- Nagroda Stalinowska (1949)
- Zasłużony Artysta RFSRR (1950)
- Ludowy Artysta RFSRR (1969)